# Innherred
Innherred (nynorsk Innherad) er en region/et landskab i Trøndelag fylke i Norge. Området har ingen selvstændig administration, men interkommunalt samarbejde forekommer og er under udvikling. Kommunesammenlægninger diskuteres løbende. Dagens udtaleform er litterær; navnet betyder oprindelig «de indre herreder». Innherred udgøres af kommunerne Frosta, Levanger, Verdal, Inderøy, Steinkjer, Mosvik og Leksvik. Innherred grænser til Stjørdalen, Fosen, Namdalen og Jämtland.
Tidligere blev den vestlige del af Leksvik (Stranda sogn) regnet som en del af Fosen i stedet for Innherred, mens den nordlige del af Skatval var regnet som en del af Innherred i stedet for Stjørdalen. 
Et specielt interkommunalt samarbejde er udviklet mellem kommunerne Levanger og Verdal. Dette kaldes Innherred samkommune. Dette skal være et alternativ til kommunesammenlægning.